# La Poste

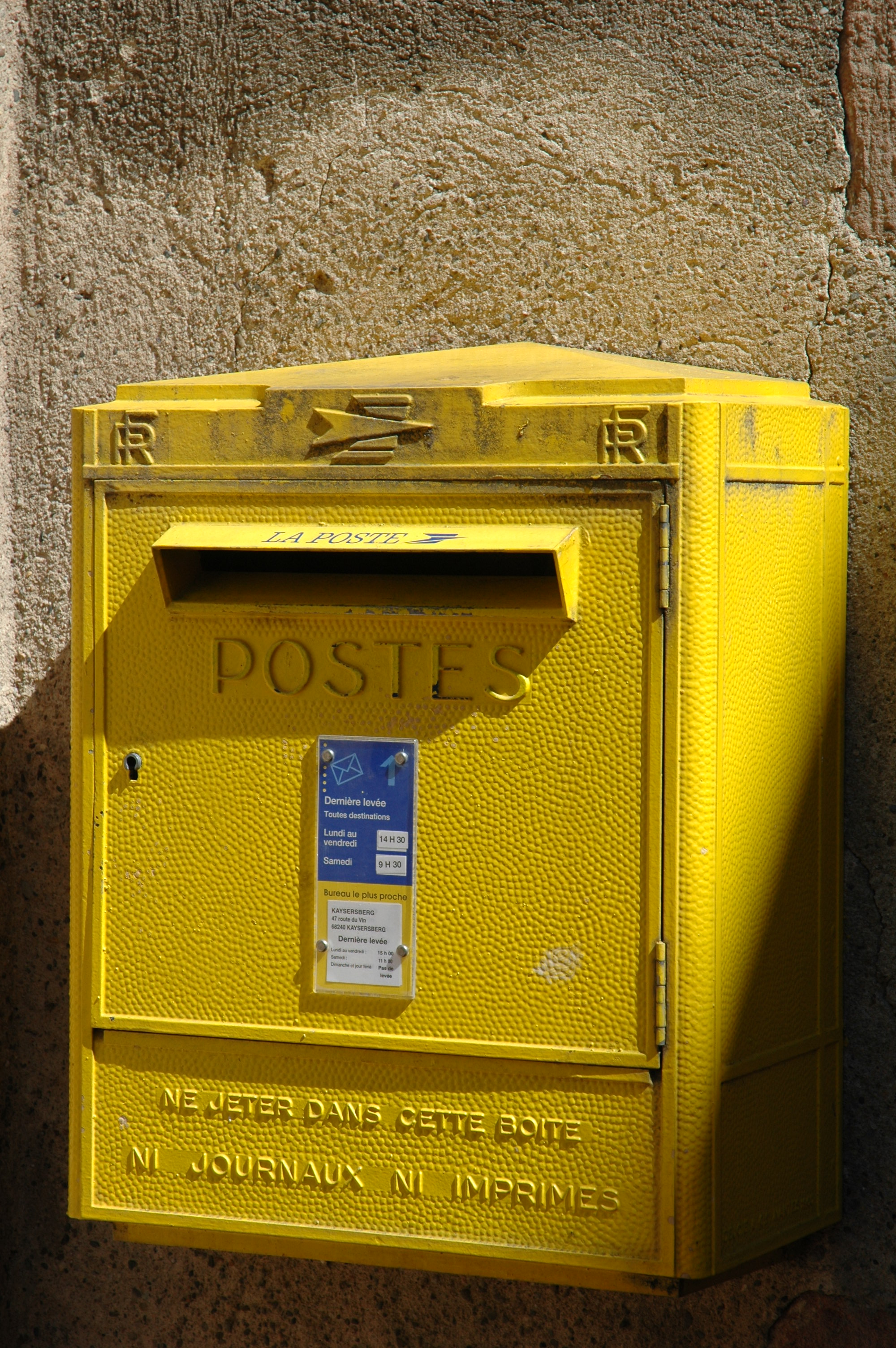
Cutie poștală în Franța.

La Poste este compania poștală de stat din Franța. Compania este deținută în totalitate de statul francez și deține aproximativ 17.000 de oficii poștale.
Cifra de afaceri în 2006: 20,1 miliarde Euro
Venit net în 2006: 789 milioane euro
Număr de angajați în 2005: 300.000

Compania La Poste este al doilea cel mai mare livrator de colete din Europa, cu o cotă de piață de 15% și un venit de 5 miliarde de euro.